# 北上市立東桜小学校
北上市立東桜小学校（きたかみしりつ とうおうしょうがっこう）は、岩手県北上市にある公立小学校。

## 概要
北上市東部地区4小学校の統合により、新設開校。

## 沿革
- 2020年（令和2年）11月19日 - 口内小学校を被統合校に追加[1]。
- 2021年（令和3年）
  - 10月 - 校舎建設工事着工[2]。
  - 11月 - 校名が決定（一般公募）[3][4]。
- 2022年（令和4年）
  - 7月 - 校章が決定（一般公募）[5]。
  - 11月 - 校舎完成[2]。
- 2023年（令和5年）
  - 3月 - 屋内運動場・プール（サブプール付）・屋外トイレ（木造平屋建て）・屋外運動場と駐車場を含めた外構工事が完成[2]。
  - 4月1日 - 北上市立東桜小学校として開校[5]。
  - 4月7日 - 開校式と落成式挙行。平野北上市教育長から柴田東桜小学校長に校旗が授与された[6]。
  - 4月8日 - 第1回入学式挙行[2]。

## 通学区域と進学先中学校
出典

### 通学区域
- 黒沢尻（16区〜18区）
- 黒岩（1区〜3区）
- 口内（1区〜9区）
- 稲瀬（1区〜4区）

### 進学先中学校
- 北上市立東陵中学校（北上市立花）

## アクセス
立花地区の中心部、県道14号沿いに位置している。

### 鉄道
- 北上駅（JR東日本：東北新幹線・東北本線・北上線）から車で約5分、徒歩で約22分

### バス
- 「中才公民館前」バス停（北上市拠点間交通〈おに丸号〉）から徒歩で約1分

## 周辺
- 県道14号
- うわの公園
- 立花地区交流センター